# Arroyo Corrales
Der Arroyo Corrales ist ein Fluss im Osten Uruguays.
Der 70 km lange Fluss entspringt in der Cuchilla Grande und bildet auf seinem kompletten Verlauf einen Teil der Grenze zwischen den Departamentos Lavalleja und Treinta y Tres, bis er schließlich in den Río Cebollatí mündet. Er gehört zum Einzugsgebiet der Laguna Merín.